# Sugar (canción de Robin Schulz)
«Sugar» es un sencillo realizado por el DJ y productor alemán Robin Schulz que cuenta con la voz del cantautor canadiense Francesco Yates. Fue publicada en Alemania el 17 de julio de 2015 en formato digital y sirve como el segundo sencillo del segundo álbum de estudio de Schulz titulado, Sugar editado en septiembre de 2015. Contiene el sample de la canción «Suga Suga» originalmente editada en 2003 por Baby Bash. Encabezó la lista de éxitos de Alemania, Austria y Suiza.

## Video musical
El video musical oficial está protagonizado por el actor y comediante estadounidense Nathan Barnatt, que interpreta el papel de un agente de policía.

## Lista de canciones
| Sencillo en CD |                             |          |  |
| N.º            | Título                      | Duración |  |
| 1.             | «Sugar» (Radio edit)        | 3:39     |  |
| 2.             | «Sugar» (Versión extendida) | 5:01     |  |

| Descarga digital (Remixes) |                                     |          |  |
| N.º                        | Título                              | Duración |  |
| 1.                         | «Sugar» (EDX's Ibiza Sunrise Remix) | 5:24     |  |
| 2.                         | «Sugar» (Extended Mix)              | 5:01     |  |
| 3.                         | «Sugar» (HUGEL Remix)               | 5:00     |  |
| 4.                         | «Sugar» (Stadiumx Remix)            | 5:28     |  |
| 5.                         | «Sugar» (Henri PFR Remix)           | 5:58     |  |
| 6.                         | «Sugar» (FREY Remix)                | 5:09     |  |
| 7.                         | «Sugar» (Davido&Neuhaus Remix)      | 5:36     |  |

## Posicionamiento en listas y certificaciones
| País            | Lista (2015-16)         | Mejor posición |
| --------------- | ----------------------- | -------------- |
| Alemania        | Media Control Charts    | 1              |
| Australia       | ARIA Singles Chart      | 3              |
| Austria         | Ö3 Austria Top 40       | 1              |
| Bélgica         | Ultratop 50 flamenca    | 10             |
| Bélgica         | Ultratop 50 valona      | 3              |
| Canadá          | Canadian Hot 100        | 42             |
| Dinamarca       | Tracklisten             | 22             |
| Escocia         | Scottish Singles Chart  | 19             |
| Eslovaquia      | Singles Digitál Top 100 | 2              |
| España          | PROMUSICAE              | 22             |
| Estados Unidos  | Billboard Hot 100       | 54             |
| Estados Unidos  | Dance/Electronic Songs  | 3              |
| Estados Unidos  | Pop Songs               | 23             |
| Finlandia       | Suomen virallinen lista | 10             |
| Francia         | SNEP Singles Chart      | 2              |
| Hungría         | Single Top 40           | 2              |
| Irlanda         | Irish Singles Chart     | 16             |
| Italia          | FIMI Singles Chart      | 3              |
| Noruega         | VG-lista                | 9              |
| Nueva Zelanda   | NZ Top 40 Singles Chart | 4              |
| Países Bajos    | Dutch Top 40            | 4              |
| Polonia         | Polish Airplay Top 20   | 2              |
| Reino Unido     | UK Singles Chart        | 21             |
| Reino Unido     | UK Dance Chart          | 6              |
| República Checa | Singles Digitál Top 100 | 1              |
| Suecia          | Sverigetopplistan       | 9              |
| Suiza           | Schweizer Hitparade     | 1              |

| País          | Lista (2015)           | Posición |
| ------------- | ---------------------- | -------- |
| Alemania      | Official German Charts | 8        |
| Australia     | ARIA Singles Chart     | 48       |
| Austria       | Austrian Singles Chart | 10       |
| Bélgica       | Ultratop flamenca      | 78       |
| Bélgica       | Ultratop valona        | 76       |
| Dinamarca     | Tracklisten            | 74       |
| Nueva Zelanda | Recorded Music NZ      | 46       |
| Países Bajos  | Nederlandse Top 40     | 43       |
| Suiza         | Schweizer Hitparade    | 18       |

### Certificaciones
| País          | Organismo certificador | Certificación | Simbolización | Ventas  | Ref.   |
| ------------- | ---------------------- | ------------- | ------------- | ------- | ------ |
| Alemania      | BVMI                   | Platino       | ▲             | 400 000 | [ 43 ] |
| Australia     | ARIA                   | Platino       | ▲             | 70 000  | [ 44 ] |
| Austria       | IFPI Austria           | Oro           | ●             | 15 000  | [ 45 ] |
| Italia        | FIMI                   | 2× Platino    | 2▲            | 100 000 | [ 46 ] |
| Nueva Zelanda | RIANZ                  | 2× Platino    | 2▲            | 30 000  | [ 47 ] |
| Suiza         | IFPI Suiza             | 2× Platino    | 2▲            | 60 000  | [ 48 ] |

## Historial de lanzamientos
| Región         | Fecha                  | Formato          | Discográfica                       |
| -------------- | ---------------------- | ---------------- | ---------------------------------- |
| Alemania       | 17 de julio de 2015    | Descarga digital | Tonspiel (Warner Music Group)      |
| Estados Unidos | 8 de diciembre de 2015 | Difusión radial  | Atlantic Records, Big Beat Records |